# فكتور غوستافسون
فكتور غوستافسون (بالسويدية: Viktor Gustafson)‏ هو لاعب كرة قدم سويدي في مركز الوسط، ولد في 22 مارس 1995. لعب مع Mjällby AIF ‏.

## وصلات خارجية
- فكتور غوستافسون على موقع اتحاد السويد (السويدية)
- فكتور غوستافسون على موقع قاعدة بيانات كرة القدم.إي يو (الإنجليزية)
- فكتور غوستافسون على موقع Soccerway.com (الإنجليزية)